# GTO (2012年のテレビドラマ)
『GTO』（ジーティーオー）は、藤沢とおるの同名の漫画を原作とし、2012年から2014年まで放送されていた連続テレビドラマシリーズ。1998年7月期に反町隆史主演で放送された同名のテレビドラマのリメイク版として製作された。
本稿では、特別編となる台湾・日本共同制作ドラマ『GTO 麻辣教師』（GTO TAIWAN）についても併せて述べる。

## 概要
2012年7月3日 - 9月11日に関西テレビ放送とメディアミックス・ジャパンの共同制作によりフジテレビ系の火曜22時ドラマ枠で放送された。初回と最終回は22時 - 23時9分の15分拡大放送。
AKIRAは本作品が連続ドラマ初主演になり、EXILEのメンバーによる地上波の連続ドラマ主演は初である。なお、当初は主演の鬼塚役が赤西仁に内定していたが、降板によりAKIRAが演じることになった。
撮影は横浜商科大学みどりキャンパスで行われ、中高一貫校が舞台となっている（1998年ドラマ版は私立高校が舞台である）。
続編である『SHONAN 14DAYS』に登場した一部の人物が教師や生徒として登場し、それらを原典とする設定が存在。
1998年版との最大の違いは、弾間龍二と冴島俊行の両名が登場し、冴島が1年後輩という設定になっている点にある。また、鬼塚はドラマスペシャルと劇場版でのみバイクを使用していたが、本作品では原作同様に冒頭からバイクを使用している。また、AKIRAが非喫煙者であると同時に生徒役数のほとんどが未成年者であったため、喫煙シーンも大幅に見直されて鬼塚を含めてほとんどが非喫煙である。
また本作品のキャッチフレーズは「ドラマオリジナル設定」とされているが、1998年版もオリジナル要素が多かった上に本作品では原作に登場する人物が1998年版より多く登場することもあり、ファンの間では1998年版を「原作をほぼ完全に無視したオリジナル」、本作品を「原作寄りに近づけたオリジナル」と区別されている。
テレビドラマ放送終了後、2012年10月2日に「秋も鬼暴れスペシャル」、2013年1月2日に「正月スペシャル! 冬休みも熱血授業だ」（放送に先がけて内山田を主人公にしたスピンオフドラマがYouTubeの関西テレビ公式チャンネルで公開）、2013年4月2日に「完結編〜さらば鬼塚! 卒業スペシャル〜」が放送された。
2014年3月には台湾を舞台にした『GTO TAIWAN』が放送された。
2014年7月8日 - 9月16日に、鬼塚の母校・湘南を舞台にした新シリーズが放送され、ドラマ完全オリジナル脚本となってヒロイン役と生徒役が一新された。新ヒロインには比嘉愛未、生徒役には松岡茉優、松浦雅、小芝風花、菊池風磨、三吉彩花などが起用された。監督は飯塚健。

## 主要登場人物（全シリーズ共通）

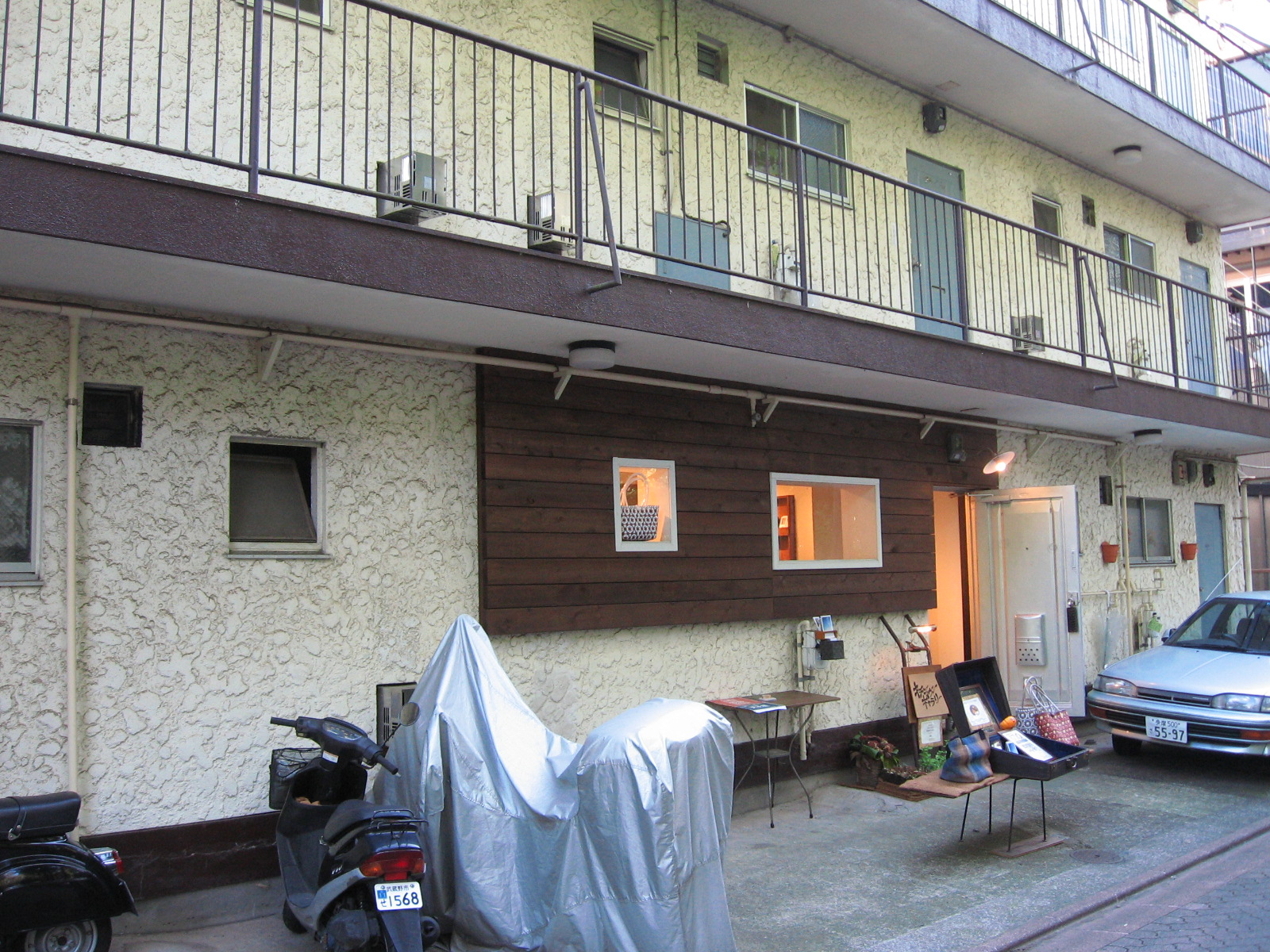
弾間龍二が経営する「CAFE&DINER NAGISA」の撮影に使用された「キチジョウジギャラリー」（三鷹市井の頭）の外観

鬼塚英吉（おにづか えいきち）〈25 → 27〉
演 - AKIRA
物語の主人公。明修学苑高等部2年4組および3年4組担任（第1期）→明修湘南高校2年A組副担任（第2期）。担当教科は社会科。通称「鬼の英吉」で、かつて史上最強の暴走族として龍二とのコンビで「鬼爆」と呼ばれて世間の不良から恐れられていた。友人を「ダチ」と呼び、生徒に対しても「ダチ」感覚で接する。ダチになった時やその絆を確認する時には拳を合わせることがあり、第2期では「ウィ〜ッス!」という効果音が追加された。
型破りな方法で2年4組（第1期）や2年A組（第2期）の問題を解決していき、その過程であずさ（第1期）やほなみ（第2期）の信頼を得ていく。
パラダイスロストでは、AKIRAがポスター出演している。
原作はヘビースモーカーであるが、演者が非喫煙者なので、作中で喫煙していない。
弾間 龍二（だんま りゅうじ）〈25 → 27〉
演 - 城田優
鬼塚の親友にしてルームメイトで、通称「爆弾龍二」。海外を駆け回る恋人・渚の名前をモチーフにした「CAFE&DINER NAGISA」を経営。
普段は冷静で温厚だが、怒ると手が付けられず喧嘩も強く、左手で殴ることが多い。情報収集に協力して鬼塚をサポートするが、悪ふざけなどといった悪事には手を貸さない。鬼塚が教師としての情熱を失っていた時には叱責したり、葛城が父親の再婚で自暴自棄になった際には本気で叱責するなど男女問わず厳しい一面もある。
スペシャル第3弾で店を畳んで年商1億の起業家を目指すことを決意した。
2期では鬼塚が明修湘南高校に赴任したことに伴い、湘南でカフェバーを開く。
城田自身は喫煙者であるが、飲食店内禁煙化や未成年との関わりが多いせいか喫煙していない。
冴島 俊行（さえじま としゆき）〈24 → 26〉
演 - 山本裕典
鬼塚と龍二の後輩でルームメイト。通称「鎌倉の狂犬」。鬼塚を「えいきっさん」と呼んでいる。
警視庁は吉祥寺中央警察署・地域課の巡査だが、警ら中に女の子を職務質問と称してナンパする、むやみに拳銃を使用する、持出禁止の押収品を無許可で持ち出すなど、仕事に軽薄な不良警官である。警官の立場を利用し、主に個人情報がらみの仕事で鬼塚をサポートする。
冬月に一目惚れするが、全く相手にされていない。また、鬼塚の友人の中では唯一の喫煙者である。
第2期では私的な理由で神奈川県警察に異動している。
内山田 ひろし（うちやまだ ひろし）〈55 → 57〉
演 - 田山涼成
明修学苑高等部教頭（第1期）→明修湘南高校副校長（第2期）。第1期で鬼塚の辞職後、一時的に2年4組の臨時担任になる。第2期の最終話では校長に昇格した。1956年12月27日生まれ。 栃木県出身で、東京教育大学卒業。大学時代にはワンダーフォーゲル部や釣り同好会に所属。
自らの保身と世間体を第一に考える、典型的な事なかれ教師。校内での問題にはもみ消しと表面的な解決に力を注ぎ、面倒な問題には取り合おうとしない。校長の椅子を狙って桜井に対して常に媚を売っては受け流されている。鬼塚とは敵対しているが、理解している節がある。
家庭では妻・良美や娘・好子から疎まれており、家族の再建を目指して新車を購入したが、鬼塚が恵を救出する際に破壊された。
鬼塚を信頼する桜井に不信感を募らせ、学園の理事会に新校長の赴任を要請した。大門の赴任当初は従順であったが文化祭が行われた際、大門に自分どころか生徒や他の教師までをクズ呼ばわりされたことに怒りを覚え、教師としての情熱を取り戻す。
スペシャル第1弾では大門の辞職後、桜井から新校長に推薦されたが、理事会において満場一致で却下されたことが桜井の口から語られる。また、御鷹山に登ったウミとソラの捜索に向かうが、2人を見つけられなかった上、既に現場に到着していた鬼塚らとも出会うことなく遭難し、レスキュー隊に救出される。
スペシャル第2弾では小型船舶の免許を取得していたことを明かし、堂本の島に向かって連れ去られた好子を救出するために自分の船に鬼塚、弾間、冴島、マリアとその子供たちを乗せ、鬼塚たちに協力した。この活躍の甲斐もあって、好子との関係も修復されている。
第2期でも基本的に第1期と同様に典型的な事なかれ主義だが、性格がやや丸くなり、その立場を学年主任の大前に押され気味でもある。大前の意見に賛同することが多いが、瀧澤の襲撃事件に便乗して鬼塚を解雇しようとした大前を一喝し、副校長としての威厳を見せた他、あゆなと葛木の卒業式に協力した。最終話では校長となり、悩みを持つ生徒のために悩み箱を設置した。
桜井 良子（さくらい りょうこ）〈49 → 51〉
演 - 黒木瞳
明修学苑校長兼理事長（第1期）→明修湘南高校校長兼理事長（第2期）。鬼塚の教師としての資質を見抜き、2年4組の担任にスカウトする。生徒間の殺伐とした雰囲気を察し、この空気を変えなければ近い将来学苑は崩壊すると危惧している。
学校内の状況を把握するために校内売店の店員として働いているが、この事実を知っているのは鬼塚とあずさだけ。過去に起こった出来事が原因で菊地から恨まれている。鬼塚の必要性を感じて幾度か彼を庇い、後に鬼塚の言葉で気づかされ、1年前に発生した事件の公表を考えていた。鬼塚の辞職後は理事会から自らに代わる校長として赴任し、かつて自身が推進しようとして間違いだと気づいた管理教育の方針を打ち出す大門と対立し、彼女の暴走を止めようと奮闘する。
スペシャル第2弾には未登場。
スペシャル第3弾では鬼塚に「生徒を突き放すことも大事」と告げる。
第2期では明修学苑の傘下に入った明修湘南高校の理事長に就任し、第1期同様に普段は購買部の店員として働いている。

## 第1期

### 登場人物（第1期）
凡例
- ×は本作品オリジナルキャラクター
- ▲は原作に登場しているが、鬼塚が担任でない生徒
- ○は『GTO SHONAN 14DAYS』の登場人物
- ■は原作および『GTO SHONAN 14DAYS』と名前が異なる人物

#### 明修学苑高等部 教職員
冬月 あずさ（ふゆつき あずさ）〈23〉
演 - 瀧本美織
2年4組および3年4組副担任。担当教科は国語で、新潟県出身。昔想いを寄せていた異性から「胸が洗濯板みたい」と嘲笑われたことが原因で、貧乳がコンプレックスとなっている。
新人教師で教育に指標もなく、内山田に生徒の問題を解決するように指示されたが「皆いい生徒で改善する事柄がない」と報告し、真実に気づいていなかった。生徒たちとの接し方で悩むあまり、鯨川の悩みを軽く聞き流して恵たちから副担任外しの嫌がらせを受けてしまうが、鬼塚の言葉もあって生徒と対等な目線で向き合うことを決意し、主に鬼塚の側についた生徒たちとの距離を埋めていった。当初は鬼塚の姿勢に疑問を持っていたが、徐々に惹かれるようになり、内山田たちの「事なかれ主義」に対しても気後れせずに意見している。
生真面目で冴島から好意を寄せられていることにすら気づかないほど恋愛関係に疎いが、自身は鬼塚に好意を持っている。同じく鬼塚に好意を持つ麗美からライバル視されており、最初ははぐらかしていたがスペシャル第2弾で鬼塚に子作りを要求した際には全力で止めようとした。
スペシャル第2弾では出番は少なく、中盤には未登場だったためにストーリーにはほとんど関わっていない。
スペシャル第3弾では二輪免許を取得した。
森高 尚子（もりたか なおこ）〈29〉
演 - 滝沢沙織
養護教諭。容姿端麗で鬼塚の言動や大門の教育方針に対しても、冷静かつ中立的に観察している。麗美を助ける芝居の際には、合コンで知り合った医師の人脈を使って鬼塚たちに協力した。
○白鳥 あやめ（しらとり あやめ）〈28〉
演 - 藤沢あやの
担当教科は英語。
×片山 早紀（かたやま さき）〈27〉
演 - 長澤奈央
担当教科は家庭科。
○澤田 法子（さわだ のりこ）〈23〉
演 - 小林優美
担当教科は社会（主に地理と公民）。
森高、白鳥、片山、澤田は4名とも教師は完全に腰掛けであり、授業や生徒のことよりも合コンでいい男探しに余念がない。一方で、鬼塚のことを嫌ってはいなかったため、内山田、山王丸、橋本、勅使川原が鬼塚の辞職を嘲笑った時には怪訝そうに見つめ、鬼塚の行動に感化されて教師としての自覚を持つようになる。
勅使川原 優（てしがわら すぐる）〈28〉
演 - 矢野聖人
担当教科は数学。1984年6月4日生まれ、東京大学卒業。嫌味な性格をしており、万事に几帳面である。一方であずさのストーカーであり、あずさの部屋に隠しカメラを仕掛け、彼女の隣の部屋を借りて隠し撮りした写真を自分の部屋一面に貼り付けている。
あずさへの嫌がらせを主導した恵を作業用ゴンドラで作業させて制裁を加えるが、そのことで恵を命の危機に陥れてしまい、その危機を救った鬼塚に面目を潰されたことから鬼塚を逆恨みし、鬼塚の過去をPTAに暴露した上、さらに橋本と共謀してマスコミにも鬼塚の過去を公表した。大門が自分や同僚たちをクズ呼ばわりした際には、彼女に対して「反面教師にさせてもらう」と批判している。
スペシャル第2弾では未登場。
×橋本 哲夫（はしもと てつお）〈44〉
演 - 高知東生
担当教科は音楽。1968年8月13日生まれ、茨城県出身で桜華音楽大学卒。職員室ではパソコンで株取引をしている。
朋子と抱き合っている写真をネタに雅たちから脅されて担任外しの計画に利用され、藤吉に林間学校費用の集金を依頼した。勅使河原と共謀してマスコミに鬼塚の過去を公表し、一度は辞職に追い込んだ。大門が生徒たちをクズ呼ばわりした際、「生徒たちを思いやる心はある」と主張。
スペシャル第2弾では未登場。
■山王丸 浩子（さんのうまる ひろこ）〈45〉
演 - ふせえり
学年主任。担当教科は英語。
ヒステリックな言動で生徒や同僚の教師にも嫌われており、人望がない。あずさには教師の自覚が足りないと叱咤する一方、内山田に媚を売る腰巾着である。
スペシャル第2弾では未登場。
袋田 はじめ（ふくろだ はじめ）〈37〉
演 - スギちゃん
担当教科は体育。セクハラまがいの行為が目立つ暑苦しい言動と押し付けがましい指導法から女子生徒に嫌われている。鬼塚のことは少々変わった人だと思っており、特に嫌っている様子はない。
最終話では文化祭の「袋田先生の筋肉教室」のポスターで登場しているのみであった。
スペシャル第1弾では入院している姿で登場。同じ病院に遼一と和久井が運ばれたものの、鬼塚たちとの接触はなかった。
スペシャル第2弾では自身があずさ、森高、雅を始めとする女性にモテると勘違いをしていた。
大門 美鈴（だいもん みすず）〈42〉
演 - 西田尚美（第9話 - 最終話）
理事会で任命された新校長。菊地の実母で渋谷の継母。桜井の元教え子。
雑誌では「学校の敏腕再建者」と特集を組まれるほどの実力の持ち主だが、実際は傲慢かつ尊大な性格で目的のためなら冷徹な手段も厭わず、菊地を自らの目的のために家庭もろとも捨て去り、渋谷のことも自身の目的のための道具および手段としてしか見ていない。
教師や生徒の行動を徹底的に監視カメラで監視したり、教師の給与を生徒への指導に応じて増減するといった点数制度を実施したり、自らが用意したタブレットで教師・生徒の状況を管理するなど、かつて桜井が推進していた成果主義を近代的に発展させたものを導入した。しかし、生徒個人の人格はおろか教師個人の人格すら否定するという捻じ曲がった方針とあまりに度を越した手段から、内山田を初めとする教師たちや2年4組の生徒たちの反感を買い、タブレットを投げつけられて孤立した挙句、それまでのやり方をマスコミに公表される自業自得の結果となった。
渋谷が暴走した際、血の繋がりのないことを盾に責任逃れをしようとするが、桜井から平手打ちされ、鬼塚から教育者としてではなく母親として渋谷と向き合うように怒号を浴びせられたことで自らの間違いに気づき、菊地と和解。その後、渋谷が起こした騒動に対する責任を取る形で明修学苑から手を引いて辞職する。
スペシャル第1弾では渋谷の帰りを待ってもう一度向き合い、菊地ともやり直すと話していたことが桜井の口から語られる。

#### 明修学苑高等部 2年4組 → 3年4組
元々は生徒全員が仲良くし、笑顔の絶えないクラスだったが、1年前のクラスメートが自殺した事件（詳細は後述）がきっかけでバラバラになり、笑顔を失ってしまった。同時に、「担任外し」と称したいじめを行って担任となった教師3人を担任から外し、教員たちから問題視されていた。しかし、鬼塚の人間性に触れて全員が改心して本来の笑顔と仲の良さを取り戻しただけでなく、優しさと思いやりを併せ持つようになる。
村井 國男（むらい くにお）
演 - 森本慎太郎（幼少期：田口翔大）
鬼塚の一番の理解者にしてクラスの中心的存在。短気で直情的だが、義理堅く男気に溢れた性格で友達思い。勉強は苦手。幼馴染の遥に恋心を抱いている。
鬼塚がSMプレイに興じる合成写真を作成して校内に掲示し、鬼塚からは逆に作成方法を教えてほしいと懇願されたが、遥との一件を通して鬼塚の人間性を知り、鬼塚が担任ならかつてのクラスに戻れると確信し、他のクラスメートにも担任外しを止めるように呼びかけた。母・つばさと2人暮らしで、鬼塚が彼女と仲が良いことに嫉妬している。
スペシャル第1弾では杏子や美姫とともにスマイルダックの子供たちと知り合い、再建のための署名活動を行った。
スペシャル第3弾では将来への不安から東ゼミ模試の試験中にカンニングしてしまったが、気持ちを入れ替えて勉強に励み、英照大学に合格した。将来は教師を目指すことを誓う。
相沢 雅（あいざわ みやび）
演 - 川口春奈（幼少期：旦海カノン）
第1期でのキーパーソンにして、鬼塚の理解者となった1人。1995年12月10日生まれ。学級委員を務めている優等生であるが、担任外しの主犯格。麗美や朋子と幼馴染。父親（劇中未登場）が医者であるため、裕福な家庭で暮らしている。
鬼塚を学苑から追放しようとあらゆる手段を企て、そのためにはクラスメートを平気で利用するなど手段は選ばない。
親友のななこが自殺したことで担任外しを行うようになるが、実はななこが自殺した真の理由を知っており、ななこの遺書を書き換えてその事実を隠していた。ななこへの贖罪の念から自殺しようとしたところを鬼塚、あずさ、2年4組のクラスメートに止められ、かつての笑顔を取り戻すためにもう一度やり直すことを決意。
スペシャル第3弾では母・麗子から父親の跡を継いで医者になるために明稜大学医学部への進学を頼まれるが、鬼塚の言葉によって幼少期からの夢であるファッションデザイナーを目指すことを決意。卒業後は海外留学のためニューヨークに旅立った。
菊地 善人（きくち よしと）
演 - 高田翔
第1期でのもう1人のキーパーソンにして、鬼塚の理解者となった1人。全国模試首席の秀才で、大門の息子。
常に人が考え付かない行動を取る麗美に興味がある。共に頭脳明晰でクラスメートとの関わりが少なく、親の愛情を知らずに育って人生に退屈さを感じているなど、多くの共通点があることから行動を共にし、担任外しを面白半分に傍観している。美姫や雅の危機には自らの高度なパソコンの技術で鬼塚たちに協力している。自身が恨む桜井のお気に入りである鬼塚を毛嫌いしており、全国模試でクビにすべく自ら全国1位を獲ったものの、鬼塚を追い出すには至らなかった。鬼塚が辞職した際、それを悲しむクラスメートを嘲笑った。
大門に協力する素振りを見せながら都合よく利用することにより、桜井への復讐を実行しようとするため、鬼塚の辞職や大門の赴任後は鬼塚やクラスメートと敵対するが、鬼塚から人生を楽しむことの大切さを説かれたことで大門のやり方の過ちに気づき、大門に学園から手を引いて貰うために大門が導入した明修学苑の教育方針の問題点をネット上に公表。それに逆上した渋谷から負傷させられたが、鬼塚に暴走した渋谷を止めるように頼む。そして、大門と一緒にもう一度親子関係をやり直すことを誓って和解した。
スペシャル第2弾では麗美と共に爆弾解除に協力し、鬼塚たちの危機を救った。
スペシャル第3弾で学苑卒業後は創武大学に特待生として進学し、発生工学を学んでいる。三橋から自身が纏めた研究成果のレポートに目を付けられて盗作されかけたが、麗美の助言などもあって三橋の不正を暴くことに成功した。
神崎 麗美（かんざき うるみ）
演 - 本田翼（乳児期：中島夢乃 / 幼少期：堀井咲希）
鬼塚の理解者となった1人。1995年8月18日生まれ。IQ200の才媛で「悪魔の天才児」の異名を持つ。文部科学省の特別待遇児。マイペースでフランクな性格。
鬼塚が話している時や授業中は本を読んでいることが多かったが、鬼塚の理解者になって以降は本を読む描写がなくなった。教師から特別扱いされているため、クラスの一部からは反感を買っている。菊地同様にクラスメートとは深く関わろうとせず、担任外しを面白半分に傍観していた。雅を挑発するような言葉を投げかけては苛立たせているが、それは雅のことを心配しての忠告であり、また雅や朋子とは幼馴染である。
精子バンクから買った優秀な人物の精子で人工受精して産まれた試験管ベイビー。母・伸子などの周囲の大人たちから、自分の頭脳しか必要とされていないことに傷ついて生きることへの執着心を失っており、様々なことを「暇つぶし」としか見ていなかった。鬼塚が全国模試で1位を取らなければ解雇されると知った時も、あくまで暇つぶしで家庭教師を買って出たが、本気で頼ってくる鬼塚に心を揺さぶられる。そして、伸子から愛されたいと願い、自身が作成したコンピュータウイルスで伸子のミスを誘発させたことで株取引の損害を被った暴力団に拉致され、救出に来た鬼塚の言葉で救われた。その後、出生の秘密を学校中に暴露した雅に、作成したサイトで彼女の部屋を盗撮した映像を公開するという制裁を加え、鬼塚の行動によって伸子との溝を埋めた。鬼塚の側に就いて以降は彼に好意を持っており、あずさをライバル視している。
スペシャル第2弾では鬼塚に子作りを要求した上、クリスマスに鬼塚の部屋に忍び込んでGPS機能を搭載したネックレスをプレゼントするなど、鬼塚も困惑するほどのアプローチを仕掛けていたが、その行動は結果的に鬼塚たちを救うことになった。
スペシャル第3弾では鬼塚の妻としての永久就職を志望していたが、最終的には東京大学に進学して発生工学を学ぶことになる。研究で鬼塚のクローンを作ることが夢と話しており、やはり鬼塚に対する執着心は強い様子。
○葛城 美姫（かつらぎ みき）
演 - 西内まりや
鬼塚の理解者となった1人。春に転校して来たが、元々クラスで孤立しがちだったことから不登校に陥っていた。このため、2年4組の生徒で唯一、1年前の事件を知らなかった。よく事件に巻き込まれており、クラスや学園での活動においては率先して動くヒロイン的存在である。
中学時代に母親が病死して以来、父・幸雄と2人で暮らしているが、仕事を優先する幸雄とは不仲にあり、反発心として幸雄に渡された緊急通報システムの備わったGPS付きの携帯電話を悪用していた。このことから大人を嫌い、不登校でありながらも担任外しに加担していた。鬼塚の赴任時、3人組の男たちに拉致されてアダルトビデオを撮影される寸前、鬼塚に間一髪で助けられ、幸雄と和解して登校再開する。
スペシャル第1弾では村井や杏子とともにスマイルダックの子供たちと知り合い、再建のための署名活動を行った。また、自分を助けてくれた和久井に好意を持つ。
スペシャル第2弾では幸雄が幼い息子を連れた同僚・裕子と再婚することで悩んでいたところを、真田に付け込まれて売春させられそうになったが、鬼塚と龍二に救われる。この時、自暴自棄になっていたところを龍二に一喝されて考え直し、裕子やその実子・大介と仲良くやっていくことを決意。
スペシャル第3弾では子供たちを助けるために心理カウンセラーを目指すが、心理士の資格を取得してもカウンセラーの求人が少ないことに悩んでいた。どんな逆境でも諦めず、何度も立ち上がって努力を結果に変えてきた鬼塚の姿を通し、自分たちも諦めないで向かっていこうと龍二に励まされ、菊地と同じ創武大学に合格した。
吉川 昇（よしかわ のぼる）
演 - 中川大志
控えめで優しい性格。生徒の中では最初に鬼塚の理解者となった。1995年6月14日生まれ。
杏子とは幼馴染だが、中学生時代に不良に絡まれている杏子を見捨てたのが原因で杏子、麻由子、奈緒美からいじめを受けていた。そんな弱い自分から逃げて自殺未遂を起こすが、鬼塚と出会って壁を破ることの大切さを教えられる。そして、ヤクザの男たちに拉致された杏子を助けようと身を挺して立ち向かい、彼らに袋叩きにされながらも杏子を守る男らしさを見せ、杏子と仲直りした。
スペシャル第3弾では母親が久瀬の名門大学戦略セミナーに参加して多額の金を支払っていたが、自力で成望大学の合格を掴み取った。
○堂島 誠也（どうじま せいや）
演 - 白濱亜嵐（幼少期：小野伶広）
鬼塚の理解者となった1人。半年前に母・宏美の愛人である一之瀬から背中に入れ墨を入れられ、それがきっかけで児童養護施設・ホワイトスワンで暮らしている。鬼塚の赴任時は鉛筆を刃物で研いでいた。
宏美は一之瀬の暴力に耐えられなくなって姿を消したと思っており、宏美や入れ墨の恨みを晴らすために一之瀬の命を狙っていたが、宏美と再会した際に彼女に捨てられたことを知り、鬼塚の言葉もあって宏美と決別した。
口数が少なく、鬼塚の側に就いてからもそれは変わらなかった。また、村井たちと行動を別にすることが多いが、麗美が作成したサイトの件でクラスメートが騒いだ際には怪訝そうに見つめていた。
スペシャル第3弾では、卒業前から就職する予定の託児所で子供たちの世話をしていた。クラス内で進学組と就活組に別れて起きた喧嘩には就活組を悪く言う杏子や石田に対して真っ先に反論していた。その後、職場にて同僚に入れ墨を見られたことで解雇されてしまう。入れ墨のせいでどこにも受け入れられないならいっそのこと派手に遊んで暮らせばいいと考え、ホストクラブで働くようになったが、説得に来た鬼塚に連れられ自分と同じように入れ墨のある笠原が老人ホーム「泉の森」で生き生きと高齢者の世話をしているのを目にしたことで、どんな人間でも喜んで迎えてくれる場所は必ずどこかにあることを改めて実感する。そして、学苑卒業後は「泉の森」で高齢者の世話をしている。
野村 朋子（のむら ともこ）
演 - 宮﨑香蓮（幼少期：丹羽絵理香）
鬼塚の理解者となった1人。勉強も運動も苦手な劣等生で、通称「トロ子」。おどおどした態度と失敗の多さからクラスメートから嘲笑の対象になることもしばしばあるが、何事も前向きに頑張る心優しい少女。実家は父親（演：野添義弘）が営む中華料理店。
雅や麗美とは幼馴染で、雅と一緒に習っていた合唱が切っ掛けで歌を好きになる。鬼塚から才能を見出されて夢を叶える第一歩としてアイドルオーディションに臨んだ。優勝は逃したものの、前向きにアイドルの夢を叶えることを決意し、その後は文化祭やスペシャル第1弾のお楽しみ会で歌を歌っている。
スペシャル第3弾では新たに結成されたアイドルユニットのメンバーとして活動を始めている。
藤吉 晃二（ふじよし こうじ）
演 - 山田裕貴
村井の取り巻きにして、鬼塚の理解者となった1人。5人兄弟の長兄で、仕事で忙しい両親に代わって幼い弟妹の面倒を見ている。自称「シェフ藤吉」。
料理を得意としており、調理学校への進学を考えていたが、父親が勤めていた会社の倒産によって進学を諦めていた。だが、朋子の一件を通して夢を叶える勇気を知り、奨学金を利用して調理学校への進学を決意。その後もスペシャル第1弾やスペシャル第2弾で料理を作っている。
スペシャル第3弾では洋食店の厨房でアルバイトを始め、夢への第一歩を踏み出した。
草野 忠明（くさの ただあき）
演 - 鈴木伸之
村井の取り巻きにして、鬼塚の理解者となった1人。ボクサーだった父親（演：岡崎瑶治）に男手ひとつで育てられ、父親が成し遂げられなかった夢を自分が叶えるため、アルバイトをしながらボクシングジムに通いプロボクサーを目指している。
大門の赴任時に麻由子との交際を始めるが、大門の学校改革を否定したことで大門から目の敵にされ、無期限の停学処分となるが、鬼塚が停学撤回を訴えたことで停学は取り消された。
スペシャル第3弾では父親が体調を崩したことでボクシングジムの月謝が払えなくなり、ファイトクラブで傷つきながら金を稼いでいたが、鬼塚の説得でボクシングジムに戻る。卒業式当日に行われたプロテストでは、前日の練習中ファイトクラブで無理したことが祟って拳を痛めてしまった(クラブでの試合中から拳に違和感があるような描写があった)ため不合格となったが、何度でも立ち上がることを決意する。
石田 拓海（いしだ たくみ）
演 - 佐野岳
村井の取り巻きにして、鬼塚の理解者となった1人。陽気な性格でクラスのムードメーカー。
朋子がアイドルオーディションを受ける時にはダンスを熱心に教え、文化祭やお楽しみ会での朋子のステージでは、麻由子や常盤とともにバックダンサーを務めた。特に問題は抱えていなかったが、背が低いことをコンプレックスに思っており、自分より背の高い鯨川に不用意な一言を発してしまう。
スペシャル第3弾では村井と同じ英照大学に合格した。
上原 杏子（うえはら あんこ）
演 - 新川優愛
昇の幼馴染にして、昇と共に最初に鬼塚の理解者となった。1995年12月28日生まれ。
弁護士の父親（演：樋渡真司）と教育評論家の母・久子は共働きで忙しく、家庭の悩みを抱える寂しさや中学生時代の一件から昇に対していじめを行うことで、心の悩みを解消しようとしていた。しかし、ヤクザの男たちに覚醒剤を打たれそうになった際、それを阻止しようとした昇と共に鬼塚に助けられ、「家の“冷たい壁”を壊したい」という思いを聞いた鬼塚によって家庭の問題からも救われ、これがきっかけで昇とも仲直りした。鬼塚の赴任後、行動を共にしていた麻由子や奈緒美とは担任外しが終息するまで距離を置いていた。
スペシャル第1弾では村井や美姫とともにスマイルダックの子供たちと知り合い、再建のための署名活動を行った。
スペシャル第3弾では久子が久瀬の名門大学戦略セミナーに参加して多額の金を支払っていたが、自力で昇と同じ成望大学の合格を掴み取った。
▲鯨川 冬美（くじらかわ ふゆみ）
演 - 高良光莉
控えめで大人しい性格。1995年4月2日生まれ。通称「くじ」。進路面談では「安定したいから大学を経て公務員を目指す」と話す。
石田に想いを寄せているが、石田よりも背が高いことにコンプレックスを持っており、その悩みをあずさに相談するが、全く相手にしてもらえなかったことから、恵たちの副担任外しに利用されてしまう。しかし、あずさの本心を聞いたことでお互いのわだかまりが取れて関係は修復され、鬼塚の言葉もあってコンプレックスを受け入れた。
スペシャル第3弾では桜華大学に合格した。
○桑江 遥（くわえ はるか）
演 - 高月彩良（幼少期：甲斐恵美利）
村井の幼馴染で村井と同じ団地に住んでおり、隣人同士でもある。1995年8月10日生まれ。
家が貧しく、裕福な家庭の子女が多いクラスメートにコンプレックスを抱いてデートクラブのアルバイト代で稼ぎ、彼氏である亮治にも貢いでいた。村井の忠告も聞こうとしなかったが、肝心の亮治からは金蔓としてでしか認識されておらず、騙されていたことを知ってショックを受けて襲われそうになったところを鬼塚に助けられ、人間の価値を説かれた。その後、金目の調度品は全部質屋に売り飛ばしたが、村井から貰った結婚指輪の代用品であるジュースの栓は大切に取ってある。
スペシャル第3弾では母親（演：辻しのぶ）が久瀬の名門大学戦略セミナーに参加して多額の金を支払っていたが、自力で蹊泉大学の合格を掴み取った。
浅野 麻由子（あさの まゆこ）
演 - 石井杏奈
鬼塚の赴任前は杏子に便乗し、昇に対していじめを行っていた。普段は杏子を持ち上げて親友ぶっていたが、窮地に陥った杏子を保身のために見捨てるなど、友人関係は表面的なものであった。鬼塚の赴任後は雅の悪事に手を貸している。
後に草野と交際するが、大門が自宅に送った偽物のFAXに踊らされた母親（演：松永玲子）によって強引に草野と別れさせられそうになる。娘の幸せのためだと世間体を気にする母親に嫌気が差し、包丁で自殺しようとしたところを鬼塚に止められ、交際を認めてもらえる努力をするように檄を飛ばされ、母親も「成績の良さやいい大学に進学することだけがすべてではない」と鬼塚に一喝された。文化祭やお楽しみ会での朋子のステージでは、石田や常盤とともにバックダンサーを務めた。
スペシャル第3弾では東京明栄大学に合格した。
■泉 奈緒美（いずみ なおみ）
演 - 佐山彩香
麻由子同様、鬼塚の赴任前は杏子に便乗して昇に対していじめを行い、杏子の危機には簡単に見捨てた。鬼塚の赴任後は雅の悪事に手を貸している。
スペシャル第1弾では冴島に追われて逃走していた牛山にバスジャックの人質に取られるが、鬼塚に救われる。
スペシャル第3弾では麻由子と同じ東京明栄大学の合格を掴み取った。
浅倉 恵（あさくら めぐみ）
演 - 三宅ひとみ
思ったことはハッキリと言う強気な性格で、容姿は端麗だが作中でも問題行動が多い生徒の一人。遥とよくつるんでいたが、ブランド品をデートクラブで稼いだ金で買っていたことを知り、その行動が許せず遥を一方的に罵倒する。進路面談では進学すると話すが、クラスメートがそうしているからであった。1995年7月10日生まれ。
鯨川を傷つけたあずさに対し、主犯格となって副担任外しのいじめを行う。それに逆上した勅使河原から作業用のゴンドラに乗せられてワイヤーを1本切られ、予想を超えた負荷がワイヤーに掛かってゴンドラがバランスを崩して転落するが、あずさが体を張ったことや鬼塚の機転もあって命を救われた。
スペシャル第3弾では、受験勉強のストレスから就職組へ心無い発言をして藤吉たちの反感を買い、それが元で進学組と就職組で喧嘩となってしまう。他にも母親が久瀬の名門大学戦略セミナーに参加して多額の金を支払っていたが、最終的には自力で神和女子大学の合格を掴み取った。
▲中西 優美（なかにし ゆみ）
演 - 疋田英美
恵の取り巻きで、副担任外しに加担した。
スペシャル第3弾では受験した大学に合格した。
白井 知佳子（しらい ちかこ）
演 - 坂口莉果子
恵の取り巻きであるが、副担任外しには加担していない。
スペシャル第3弾では受験した大学に合格した。
常盤 愛（ときわ あい）
演 - 坂東希
進路面談で「まだ進路は決めていない」と話す。文化祭やお楽しみ会での朋子のステージでは、石田や麻由子とともにバックダンサーを務めた。
スペシャル第1弾では「鬼塚は他の教師とは違う」と評価していた。
スペシャル第3弾では受験した大学に合格した。
▲岩田 由紀子（いわた ゆきこ）
演 - 桐嶋美結
文化祭の朋子のステージでギターを担当。
スペシャル第3弾では受験した大学に合格した。
▲植田 馬之助（うえだ うまのすけ）
演 - 小森翔太
坊主頭に恰幅の良い体格をしており、大食い勝負には自信があるという。
スペシャル第3弾では受験した大学に合格した。
▲太田 秀美（おおた ひでみ）
演 - 夏緒
鬼塚の赴任直後は雅たちと行動をともにし、副担任外しに加担した。
スペシャル第3弾では受験した大学に合格した。
▲大塚 真由美（おおつか まゆみ）
演 - 藤井千帆
文化祭の朋子のステージでキーボードを担当。
スペシャル第3弾では受験した大学に合格した。
▲黒川 博幸（くろかわ ひろゆき）
演 - 佐藤王宝
馬之助に負けず劣らずの体型で、冬月によると馬之助とはしょっちゅう大食い勝負をしている。苦手な科目は体育。
スペシャル第1弾では鬼塚に「夢を見つけて頑張る」と誓っている。
スペシャル第3弾では受験した大学に合格した。
○里見 圭一（さとみ けいいち）
演 - 町田宏器
1996年1月3日生まれ。穏やかな性格で、スペシャル第1弾ではオネエ系発言をしていた。
スペシャル第3弾では受験した大学に合格した。
▲中島 エリカ（なかじま エリカ）
演 - 三橋奈波
交際中の彼氏がいる。
スペシャル第3弾では受験した大学に合格した。
三島 軍人（みしま ぐんじ）
演 - 下山葵
小柄で眼鏡を掛けている。
スペシャル第1弾では鬼塚の体を気遣っていたが、意外にも棘のある性格で、学級費用がなくなって藤吉がその事を問い詰められていた際は藤吉の家が貧乏であることを指摘していた。
スペシャル第3弾では受験した大学に合格し、宮森に合格証明書を見せびらかしていた。
■水原 僚一（みずはら りょういち）
演 - 塩野瑛久
文化祭の朋子のステージでギターを担当。
スペシャル第3弾では受験した大学に合格した。
宮森 勇気（みやもり ゆうき）
演 - 内海啓貴
文化祭の朋子のステージでドラムスを担当。
スペシャル第3弾では大学受験に失敗し、来年のリベンジを誓う。
▲森下 鈴香（もりした りんか）
演 - 安田聖愛
進路面談で「親が大学に行けと口うるさいから進学する」と話す。
スペシャル第3弾では受験した大学に合格した。
×菅原 保（すがわら たもつ）
演 - 板倉輝
文化祭の朋子のステージでベースを担当。
スペシャル第3弾では大学受験に失敗し、来年のリベンジを誓う。
×鈴木 大輔（すずき だいすけ）
演 - 矢山博夢
周囲には内緒で喫煙している。
スペシャル第3弾では学苑卒業後の進路は不明だが、東ゼミ模試を受験しなかったことから、専門学校に進学したか就職した様子。

#### 明修学苑高等部 その他生徒
水樹 ななこ（みずき ななこ）
演 - 谷内里早（第8話 - 第10話）
雅の親友。1年前、雅たちの目の前で校舎の屋上から飛び降りて自殺し、この出来事が2年4組の生徒たちの心に影を落とし、担任外しの発端となる。
自殺の理由は、当時の担任だった藤森から文化祭の準備費用を盗んだと疑われたことが原因と思われていたが、本当は雅をはじめとするクラスメート全員が信じてくれなかったことにショックを受けたからだった。日記を自殺する日まで書き溜めており、クラスメートへの思いを綴っていた。
渋谷 翔（しぶや しょう）
演 - 野村周平（第10話 - 最終話）（幼少期：山田日向）
菊地の父との離婚後、大門が再婚した男性の連れ子。大門を偏愛・盲信しており、大門の邪魔をする者は無関係でも徹底的に制裁を加える他、異性にも拳を振るう残忍かつ醜悪な性格。喧嘩の実力は相当。
全生徒の動きを監視するため、大門から2年4組の風紀委員として送り込まれた。大門の文化祭中止の意を受け、2年4組の文化祭の準備を妨害するも自身の行き過ぎた制裁がきっかけとなって失敗した。自らが仕掛けた事故で鬼塚を襲い、大門の管理教育を公にした菊地をナイフで切りつけるといった暴走を始め、「風紀を乱す者たちの制裁」と称して武闘派チーマー集団を呼び出して2年4組の生徒たちを痛めつけて、文化祭のために作成したモザイクアートも無惨に切り裂いた挙句、鬼塚を昏睡状態に陥らせる重傷を負わせた。大門から用済みとばかりに見捨てられたショックで桜井や大門を巻き込んで手榴弾で学苑を爆破しようとして自殺を図るが、鬼塚に阻止された。そして、大門を一喝する鬼塚の言葉を聞いて号泣する。
スペシャル第1弾では鬼塚と菊地が訴えを取り下げたことで刑が軽くなったことが、桜井の口から語られる。

#### 明修学苑高等部 2年4組保護者
複数話・単話登場の場合は演者名の横の括弧（）内に表記。
■上原 久子（うえはら ひさこ）
演 - 滝沢涼子（第1話・スペシャル第3弾）
杏子の母親で教育評論家。弁護士の夫や杏子とは不仲にあったが、鬼塚から壁を乗り越えることの大切さを教えられて溝を埋めた。
スペシャル第3弾では裏口入学のため多額の金額を久瀬に寄付していたが、鬼塚に論され杏子を応援することを決意した。
○葛城 幸雄（かつらぎ ゆきお）〈48〉
演 - 尾美としのり（第2話・スペシャル第2弾）
美姫の父親で、警視庁吉祥寺中央警察署署長。「現実の世界では地位と権力が大切」と美姫に話し、仕事の多忙を言い訳にして妻の臨終に立ち合わなかったため、美姫と対立状態にあった。しかし、鬼塚の「仕事の代わりはいても親の代わりはいない」という言葉で考えを改め、降格と減給を承知で署内のイベント関連部署に異動した。
スペシャル第2弾では同じ職場の同僚・裕子と再婚。裕子の実子である大介とキャッチボールなどをして遊んでいる。美姫が裕子を「お母さん」と呼んだ際は嬉しそうな顔をしていた。
■村井 つばさ（むらい つばさ）〈33〉
演 - 吉田羊（第3話）
國男の母親。未成年時代（16歳）に國男を出産し、夫（國男の父親）の失踪を機に母子家庭を理由に國男に苦労をかけまいと昼は弁当屋、夜はキャバクラで休みなく働きながら立派に育てている。
○堂島 宏美（どうじま ひろみ）〈36〉
演 - 笠木泉（第5話）
誠也の母親。男癖が悪く、誠也の幼少時代から愛人を作っていた。一之瀬からのDVに耐えられなくなって家を飛び出したが、実は一之瀬とよりを戻して再び同居を始めていた。一之瀬には依存レベルの愛情を持っており、彼がいない状況は精神的に耐えられない。誠也には罪悪感はあったが、一之瀬に依存してるために助けなかった。一之瀬が連行される際、銀竜興業の組員に何度突き飛ばされても泣き付いて追い続けた。
■神崎 伸子（かんざき のぶこ）〈44〉
演 - 宮田早苗（第7話 - 第8話）
麗美の母親で個人投資家。麗美の幼少時代から麗美の頭脳しか必要としておらず、仕事を優先して家事全般も家政婦に任せていた。麗美の仕掛けたコンピュータウイルスで情報が漏洩したことで多額の損失を出して夜逃げし、再び自宅に戻ってきた後も相変わらずの態度を見せて麗美を傷つけた。麗美が自殺を図って重体になった芝居の時も麗美を心配しなかったが、鬼塚から怒号を浴びせられたことでようやく間違いに気づき、麗美に謝罪した。
相沢 麗子（あいざわ れいこ）〈38〉
演 - 麻里万里（第8話 - 第9話・スペシャル第3弾）
雅の母親。麗美の一件で部屋から出てこれなかった雅を心配していた。
スペシャル第3弾では雅に父の後を継いでほしいと頼み、裏口入学のために多額の金額を久瀬に寄付していた。しかし、鬼塚に論されて夢を追いかける雅を応援した。

#### その他
複数話・単話登場の場合は演者名の横の括弧（）内に表記。
明修学苑の元生徒
演 - 長田成哉 他（第1話）
明修学苑を不当な理由で退学させられたと主張し、お礼参りと称して売店に乱入するも鬼塚に阻止される。また、3人に「クズ」と連呼した内山田は鬼塚にジャーマンスープレックスをかけられた。鬼塚から龍二に3人の仕事の世話を依頼されて事なきを得た。
×辻本 亮治（つじもと りょうじ）〈20〉
演 - 佐藤祐基（第3話）
遥と交際していた大学生。遥の嘘を当初から見抜いており、デートクラブで稼いだ金だと知りながらも貢がせていた。村井を痛めつけるほどに喧嘩は強いが、鬼塚には敵わなかった。
仲間を引き連れ、遥と村井を助けに来たあずさを風俗に売り飛ばそうとしたが、鬼塚に阻まれ、最後は鬼塚、龍二、冴島から「お仕置き」として仲間共々上半身裸の状態でフェンスに縛り付けられ、大量のサッカーボールをひたすらぶつけられる制裁を受けた。
×大河内 さだみ（おおこうち さだみ）
演 - 天野浩成（第4話）
音楽プロデューサー。「夢を掴め!!全国アイドル発掘オーディション」審査員。朋子の歌唱力を見抜き、レッスンに勧誘する。
×一之瀬 慎治（いちのせ しんじ）〈45〉
演 - 高杉亘（第5話）
1966年8月9日生まれ。宏美が最後に関係を持ったチンピラで誠也の義父である。4回の逮捕歴がある。自己中心的かつ凶暴な性格。暴力団・銀竜興業の末端組織の構成員だったが、組の金を盗んで逃亡しており、誠也を身代わりにするために誠也の背中に刺青を入れた。その結果、彼の卑怯な行いに怒りを爆発させた鬼塚から右ストレートと回し蹴りを食らった上に、鬼塚の誘導によって行方を捜していた銀竜興業の組員たちに発見・確保され、ベーリング海の蟹工船に売られた。
○榊 莉子（さかき りこ）、榊 神子（さかき みこ）
演 - AMIAYA（第5話）
堂島の気持ちを理解している双子姉妹。2年4組の生徒たち同様、大人を嫌っている。非常にマイペースな性格で交互に喋る。父親の虐待によって児童養護施設「ホワイトスワン」で暮らしていたが、暴力団の組長に引き取られる。堂島と共に一之瀬に拉致されたところを鬼塚によって救われ、鬼塚の人間性を知って改心した模様。
■内山田 良美（うちやまだ よしみ）〈48〉
演 - 松山尚子（第6話・スペシャル第1弾・第2弾）
ひろしの妻。ひろしを煙たがっている。
内山田 好子（うちやまだ よしこ）〈16〉
演 - 小松美月（第6話・スペシャル第1弾・第2弾）
ひろしの娘で高校生。ひろしが入った後の風呂に入りたくないほど毛嫌いしている。スペシャル第2弾で真田に誘拐された際、ひろしが鬼塚たちと共に助けに来たことで見直した。
×小笠原 玲奈（おがさわら れな）〈28〉
演 - 坂間恵（第7話 - 第8話）
鬼塚の担当医で、吉祥寺総合病院の医師。
水樹 浩子（みずき ひろこ）〈38〉
演 - 舟木幸（第9話）
ななこの母親。鬼塚と麗美を自宅に招き入れ、遺品を見せた。
藤森（ふじもり）
演 - 折井あゆみ（第9話 - 第10話）
1年4組（現・2年4組）元担任。高圧的な性格の事なかれ主義で、自らの責任が追及されることを何より嫌う。文化祭の準備費用が紛失した際、文化祭の実行委員だったななこが盗んだと決めつけてクラスメート全員の前で追及した。ななこの死後、真犯人が逮捕されたことでななこの冤罪が判明し、雅たちの担任外しを受けて学苑を追われる制裁を受けた。

### スタッフ
- 原作・構成協力 - 藤沢とおる『GTO』『GTO SHONAN 14DAYS』（講談社刊）
- 企画協力 - 栗田宏俊
- 音楽 - 羽岡佳
- 主題歌 - EXILE TRIBE「24karats TRIBE OF GOLD」（rhythm zone）
- 演出補 - 藤田智弘
- 助監督 - 西岡健太郎
- 音響効果 - 竹嶋あゆみ
- オープニングタイトル - 熊本直樹、大木秀晃
- CG - 奥田圭一
- スタントコーディネーター - 江澤大樹
- カースタント - 野呂真治
- ガンエフェクト - 大宮敏明
- 歌唱指導 - 久保田智子
- 楽曲協力 - 大槻優菜
- 振付指導 - あさづきかなみ
- ダンス監修 - EXPG
- ボクシング指導 - 梅津正彦
- 宣伝 - 栄川歩美（関西テレビ）
- 広告 - 北村友香理（関西テレビ）
- 編成 - 尾上太基（関西テレビ）、加藤達也（フジテレビ）
- プロデューサー - 河西秀幸（関西テレビ）、山本喜彦（メディアミックス・ジャパン）
- アソシエイトプロデューサー - 笠置高弘（関西テレビ）
- AP - 佐々木裕美子、小菅由佳乃
- 制作 - 関西テレビ放送、メディアミックス・ジャパン[6]

### 放送日程
| 各話                                                       | 放送日        | サブタイトル                                         | 主要生徒            | 脚本     | 演出       | 視聴率 |
| ---------------------------------------------------------- | ------------- | ---------------------------------------------------- | ------------------- | -------- | ---------- | ------ |
| 第1話                                                      | 2012年7月03日 | 最強の教師誕生! 生徒はダチだ                         | 吉川昇 上原杏子     | 深沢正樹 | 今井和久   | 15.1%  |
| 第2話                                                      | 7月10日       | 2年4組担任外し始動! 鬼塚VS危ない不登校女子           | 葛城美姫            | 深沢正樹 | 今井和久   | 13.3%  |
| 第3話                                                      | 7月17日       | 過激な恋の罠! 鬼塚が真実愛を絶叫!                    | 桑江遥 村井國男     | 山岡潤平 | 今井和久   | 12.3%  |
| 第4話                                                      | 7月24日       | 鬼塚がドジ娘に喝! 夢を諦めるな                       | 野村朋子 藤吉晃二   | 田中眞一 | 大塚徹     | 13.9%  |
| 第5話                                                      | 7月31日       | GTO一番の衝撃話! 鬼塚怒り爆発! 虐待親から涙の救出だ! | 堂島誠也            | 深沢正樹 | 小松隆志   | 11.5%  |
| 第6話                                                      | 8月07日       | 鬼塚夏合宿で勃発! 女生徒VS新米女教師                 | 鯨川冬美 浅倉恵     | 山岡潤平 | 白木啓一郎 | 12.1%  |
| 第7話                                                      | 8月14日       | 鬼塚命がけ! IQ200天才少女を救え!                     | 神崎麗美            | 深沢正樹 | 今井和久   | 13.5%  |
| 第8話                                                      | 8月21日       | 担任外しの謎が遂に…暴走する少女に鬼塚も降参!?        | 神崎麗美 相沢雅     | 田中眞一 | 大塚徹     | 15.1%  |
| 第9話                                                      | 8月28日       | 最後の授業…担任外し真相へ。アイツを救う! 皆で!!      | 相沢雅              | 山岡潤平 | 小松隆志   | 11.6%  |
| 第10話                                                     | 9月04日       | 新校長の陰謀…学苑と生徒を守れ!                       | 草野忠明 浅野麻由子 | 田中眞一 | 白木啓一郎 | 11.7%  |
| 最終話                                                     | 9月11日       | さらば鬼塚…生徒全員が涙! 最後のグレート授業!         | 菊地善人 渋谷翔     | 山岡潤平 | 今井和久   | 14.3%  |
| 平均視聴率 13.2%（視聴率は関東地区・ビデオリサーチ社調べ） |               |                                                      |                     |          |            |        |

- 第2話は直前番組『息もできない夏』の初回延長により、22時15分 - 23時9分に放送された。
- 第10話は2012 FIFA U-20女子ワールドカップ準決勝戦の中継のため、22時35分 - 23時29分に放送された。

## スペシャル

### 登場人物（スペシャル）
凡例
- ×は本作品オリジナルキャラクター
- ○は『GTO SHONAN 14DAYS』の登場人物
- ■は原作および『GTO SHONAN 14DAYS』と名前が異なる人物

#### 第1弾
藤崎 志乃美（ふじさき しのみ）
演 - 桐谷美玲
スマイルダックの保育士。鬼塚たちの高校時代の後輩にして鬼塚の元彼女で、鬼塚たちと同様に元ヤンキーかつ元レディース総長。鬼塚を「腐れシメジ」と呼ぶ。牛山の手でスマイルダックが放火されて全焼した後は、行き場のなくなった児童たちを自分のアパートに引き取って養育した。ガサツだが子供たちには優しい。
○川原 遼一（かわはら りょういち）
演 - 吉川史樹
スマイルダックで暮らす中学生。親元に帰りたくない一心から郁子と共に万引きをしようとしたが、鬼塚と龍二から止められる。鬼塚を学苑から追い出そうとする和久井の策略により、アゲハが学苑の屋上から落とした鉄棒で足を負傷した。
○大垣 郁子（おおがき いくこ）
演 - 大出菜々子
スマイルダックで暮らす中学生。父親からの虐待を受け、そのトラウマから自宅に戻ることを拒否している。
×福水 ウミ（ふくみず ウミ）
演 - 小林海人
×福水 ソラ（ふくみず ソラ）
演 - 石井心愛
スマイルダックで暮らす兄妹。両親は御鷹山での滑落事故で亡くなっている。牧田の策略によって倉石に連れられた御鷹山で遭難するが、鬼塚たちに救出された。
○菅原 桜子（すがわら さくらこ）
演 - 吉村美輝
スマイルダックで暮らす幼女で、ウミやソラと仲が良い。
和久井 繭（わくい まゆ）〈16〉
演 - 葉山奨之（幼少期：佐藤瑠生亮）
不良に拉致された美姫を救った後、明修学苑高等部2年4組に転校してきた美少年。容姿端麗で勉強も運動も完璧な優等生で、一躍人気者になる。1995年12月19日生まれ。
生後間もなく両親に捨てられ、養子として拾ってくれた牧田を崇拝し、牧田の姓を与えられるためならと牧田の命令に従う。鬼塚を学苑から追い出して志乃美をスマイルダックから引き離すために様々な手段を講じる。しかし、自らへの狂言傷害事件で鬼塚を留置所送りにした際、約束を反故にされ、牧田にとって自分はただの道具だったことに気付いたことで彼を見限り、鬼塚に協力して牧田の汚職の証拠が入ったSDカードを鬼塚に渡した。事件終結後は牧田家を出て、アゲハが借りたアパートで一緒に暮らしており、鬼塚のダチとなってクラスメートとも本当の意味で打ち解けることができた。
スペシャル第2弾以降は登場していないことから、退学したか別の学校に転入した様子。
アゲハ
演 - 黒川芽以
和久井の恋人であり、彼と同じ養護施設で育った女性。胸に蝶の入れ墨がある。牧田と倉石の会話をICレコーダーで録音しており、鬼塚たちが牧田に不正行為の謝罪を要求している時に証拠として突きつけた。牧田の一件が解決した後は和久井と共に牧田家を出て、自ら借りたアパートで和久井と2人で暮らす。
×牛山（うしやま）
演 - 瀧川英次
暴力団・銀狼会の末端組織のチンピラ。スマイルダックの放火犯で、通学途中の奈緒美を人質にしてバスジャックを図るが、鬼塚に撃退され、放火の罪で警察に逮捕された。
○奥村（おくむら）
演 - 小須田康人
牧田の弁護士。志乃美にスマイルダックの子供たちを手放すように迫る。
×倉石（くらいし）
演 - 井上肇
デベロッパー。暴力団・銀狼会の幹部で、牧田と手を組む。
■牧田 次郎（まきた じろう）
演 - 升毅
「児童帰宅支援政策」を推進している国会議員。次期首相候補。
幼少期の和久井を養子として養護施設から引き取って養育しているが、ただの道具としか考えていない。表向きは穏健派だが、その裏ではショッピングセンターを建設するために倉石と組み、スマイルダックとその近辺を放火させるなど、自身の政策のためであれば手段を厭わない冷血漢。
視察という名目で、キャバクラ嬢とバスで移動中にバスジャック犯を名乗った鬼塚たちから数々の不正の証拠を公表しないことを条件にマスコミの前でショッピングセンターの建設計画中止とスマイルダックの再建許可と和久井への謝罪を要求され、議員の辞職を公言させられた。しかし、そこまで追い詰められても悔い改めていなかったためにアゲハから追い討ちをかけられ、自身の不正の数々を世間に知られる自業自得の結果となった。

#### 第2弾
×夏川 マリア（なつかわ マリア）〈20〉
演 - 宇野実彩子
キャバクラ「STEGIA」のキャバクラ嬢。1992年7月18日生まれ。真田と結ばれたいがゆえに自分が産んだ三つ子を冴島に押し付けたが、鬼塚に説教されたことで自分の手で育てることを決意。最後は水島と結婚した。
×真田 和幸（さなだ かずゆき）〈28〉
演 - 平岡祐太
堂本の愛人との息子で、幸広の異母兄。堂本からの命により、堂本ゼミナールで臨時講師を務めていた。1984年3月17日生まれ。
一見優男だが、横暴な性格で美姫やマリアなどの女性にも容赦なく暴力を振るう無慈悲なエゴイストでもある。堂本から認められたい一心で堂本の悪事に加担してマリアも見捨てたが、鬼塚に説教されたことやマリアと自分の間に生まれた三つ子と出会って父親としての自覚に目覚め、自分の悪事を悔いて警察に自首した。
×堂本 照昌（どうもと てるまさ）
演 - 大杉漣
堂本グローバルコミュニケーションズの社長。裏では息子たちと共に売春の斡旋をしている。真田とは目も合わせようとしなかったが、警察に身柄を拘束される際に自分が間違っていたことをようやく受け入れて目を合わせた。
×堂本 幸広（どうもと ゆきひろ）
演 - 碓井将大
照昌の実子で真田の異母弟。最後は照昌同様、警察に身柄を拘束される。
×立花 裕子（たちばな ゆうこ）
演 - 吉本菜穂子
幸雄の同僚で再婚相手。前夫との息子・大介（演：谷合純矢）がいる。
×水島（みずしま）
演 - 松本利夫（友情出演）
キャバクラ「STEGIA」の店長。後にマリアと結ばれる。
×茜（あかね）
演 - 壇蜜
キャバクラ「STEGIA」のキャバクラ嬢。

#### 第3弾
長瀬 渚（ながせ なぎさ）
演 - 音月桂（第2期第4話・最終話）
龍二の恋人。タイムスジャーナル記者として取材で海外を駆け回っており、国際先端医療学会の取材で帰国。美佳から三橋が菊地の論文を盗作したことを聞き、鬼塚たちに協力し、学会当日に三橋を糾弾する。
第2期では一度日本に帰国し、鬼塚らと久々に再会した。また龍二との間に子供を身篭っていることが判明する。
×久瀬 利明（くぜ としあき）
演 - 長谷川朝晴
入学コンサルタントとして名門大学戦略セミナーを開講し、参加した受験生の保護者に特別入学枠の話を持ちかけては多額の金を巻き上げ、多くの被害者を出した裏口入学詐欺グループのリーダー格。鬼塚たちに正体を暴かれ、仲間共々警察に逮捕された。
×後藤 雅司（ごとう まさし）
演 - 原慎一（夜ふかしの会）
旺林社社会部記者を名乗るが、久瀬の詐欺に加担しており、裏口入学をネタに受験生の保護者を強請り、口止め料を要求していた。龍二に取り押さえられ、保護者たちの前で久瀬の悪事を白状し、最後は警察に逮捕された。
×笠原（かさはら）
演 - 谷田歩
鬼塚の後輩。高校中退後はヤクザになって両腕に入れ墨を入れたが、現在は更生して特別養護老人ホーム「泉の森」で働いている。
×船田 美佳（ふなだ みか）
演 - 岡野真也
創武大学の大学院生。三橋の助手で、菊地の論文制作に協力している。三橋が教え子たちの論文を盗作していることを菊地に知らせる。
×三橋（みつはし）
演 - 長谷川初範
創武大学の教授にして、国際先端医療学会の会長。再生工学の分野ではトップクラスの権威。助教授や助手の書いた論文を盗作して自分の論文として発表してきたが、国際先端医療学会の席上において、鬼塚たちによって暴かれる。

### 放送日程（スペシャル）
| 放送日         | サブタイトル                                                                                       | 脚本     | 演出       | 視聴率 |
| -------------- | -------------------------------------------------------------------------------------------------- | -------- | ---------- | ------ |
| 2012年10月02日 | 秋も鬼暴れスペシャル 復帰した鬼塚が超絶ピンチ…敵は政治家!? 元彼女!? バスジャックで養護施設を守れ！ | 深沢正樹 | 今井和久   | 11.8%  |
| 2013年01月02日 | 正月スペシャル! 冬休みも熱血授業だ 父再婚で悩む女子に罠！ 鬼塚三つ子のパパになる                   | 田中眞一 | 白木啓一郎 | 06.7%  |
| 2013年04月02日 | 完結編〜さらば鬼塚! 卒業スペシャル〜 裏口!? クラス分裂!? 進路悩む生徒を救え! 鬼塚涙…最後の授業     | 山岡潤平 | 今井和久   | 10.3%  |

## 台湾編

### 登場人物（台湾編）
台湾編で初登場するキャラクターは全て本作品オリジナルキャラクターである。

#### 育台高級中学 教職員
- 雪莉

演 - 卓文萱
- 何中志

演 - 朱德剛
- 先生

演 - 寒

#### 育台高級中学 三年一組
- 李皖

演 - 宏正 (SpeXial)
- 許秈笙

演 - 偉晉 (SpeXial)
- 曉玫

演 - 程予希
- 晨翔 (SpeXial)
- Teddy (SpeXial)
- 易恩 (SpeXial)
- 雨婷（中国語版） (A'N'D（中国語版）)
- Sunnee（中国語版） (A'N'D)
- 艾莉兒（中国語版） (A'N'D)
- 姿璇（中国語版） (A'N'D)

## 第2期

### 登場人物（第2期）
第2期で初登場するキャラクターは全て本作品オリジナルキャラクターである。

#### 明修湘南高校 教職員
藤川 ほなみ（ふじかわ ほなみ）
演 - 比嘉愛未
2年A組担任。沢村功也の妹。幼少の頃に親が離婚し、母親の元へ引き取られたために苗字が変わった。担当教科は現代文。酒好き。生真面目な性格であり、副担任となった鬼塚に対して初めは冷たい態度で接していたが、型破りながらも2年A組が引き起こす問題に真正面から向き合い解決する彼の姿を見ているうちに一番の理解者となっていく。兄の死の真相を知り鬼塚に怒りをぶつけるが、富士宮の語った話や体を張って生徒を守ろうとしている鬼塚の姿を見て、兄の死を理解する。
富士宮 司（ふじみや つかさ）
演 - 小野武彦
学校用務員を担う職員であり、教師時代の教え子の一人に鬼塚がいる。温厚な性格だが、以前は生徒達からは恐れられており、10年前には沢村の死にショックを受け、怒りに任せて復讐しようとする鬼塚を殴りつけて諭した事もある。鬼塚たちには「富士さん」と呼ばれている。
大前 広利（おおまえ ひろとし）
演 - 風見しんご
学年主任兼生徒指導担当。2年C組担任。担当教科は英語。教職員の中で最も権力を持つ人物。事なかれ主義で生徒の事よりも学校の評判を第1に考えており、型破りな方法で生徒の問題を解決する鬼塚とは度々対立している。瀧澤の起こした騒ぎに便乗して鬼塚を解雇しようとするが、他の教師たちからは異議を唱えられ内山田からは一喝される。また、葛木とあゆなの妊娠騒動をマスコミに嗅ぎつかれた際、2人を見捨てたような対応をとったことで鬼塚から内山田の時と同様にジャーマンスープレックスをかけられてしまった。
神谷 憲治（かみや けんじ）
演 - 丸山智己
担当教科は体育。バスケ部顧問。エース格の芹澤には期待を抱いていた。芹澤がバスケが出来なくなった時には失望したが、彼が鬼塚たちによって希望の光を見つけたことで自身も諦めずに背中を押し続けることを決意する。
野上 多恵子（のがみ たえこ）
演 - 馬渕英俚可
養護教諭。ほなみと仲が良い。心理カウンセラーの資格を持つ。
入江 ちか（いりえ ちか）
演 - 阿南敦子
2年B組担任。担当教科は古文。大前には賛同することが多い。
向井 優美（むかい ゆうみ）
演 - 藤沢あやの
2年B組副担任。担当教科は地学。

#### 明修湘南高校 2年A組生徒
第2期で鬼塚が副担任を務めるクラス。生徒それぞれ様々な問題を抱えていたが鬼塚に救われ、彼のダチとなった。最終話の終盤では3年に進級していた。
志条 あゆな（しじょう あゆな）
演 - 松岡茉優
第2期でのキーパーソン。学級副委員長を務め、葛木と共にクラスを諌めることが多い。数年前に父親が他界してからは祖母と暮らしている。葛木とは恋人同士でめいりと親友であり、彼女が保健室登校になった後も話すことが多かった。高校2年にして妊娠によって子供を授かるが、周囲には堕胎したと嘘をついていた。体調不良で病院に運ばれて嘘がばれるが、体を張って生徒を守ろうとする鬼塚の姿を見て出産を決意する。葛木と共に退学処分になったが、鬼塚や桜井の言葉によって取り消される。
葛木 隆一（くずき りゅういち）
演 - 菊池風磨
クラスの学級委員であり、時折クラスメートの行動を諌める役目を担う。実家は病院を経営している。交際中のあゆなから子供を身篭った件を聞かされたことで動揺する。湘南ゆかた祭りの会場で絡んできた市会議員の息子・圭輔と暴力事件を起こして退学に追い込まれそうになるが、鬼塚が目撃者である富井を捜してきたことで処分を免れる。あゆなが出産を決意した際、自身も彼女と共に生きると決めたが母に反対され、自殺しようと試みるが、鬼塚に論されたことで自身の行いが間違ったことに気付き、覚悟を決めた。その後、母親を説得することに成功して、あゆなや子供と幸せに生きていくことを決意する。
宮地 めいり（みやじ めいり）
演 - 三吉彩花
あゆなの親友。保健室登校で、あゆな以外のクラスメートとは距離をとっていた。ヘッドホンをして音楽を聴いていることが多い。
かつて担任だった木原と恋仲だったが、学校に知られた上に度重なる中傷の末に木原が心を壊されて休職したことでクラスメートを恨み、復讐を企てていた。鬼塚の赴任後に発生した一連の事件を裏で仕組んでいた。復讐の一環としてクラスメートたちの心に一生消えることがない傷を残すために自殺しようとするが、鬼塚から木原の思いを聞かされたことで自殺を思い止まり、クラスメートとも和解する。その後は教室で授業を受けるようになった。あゆなが妊娠している時には応援した。
芹澤 航平（せりざわ こうへい）
演 - 竜星涼
バスケ部のエースで、チームの司令塔的存在かつクラスの中心的存在。意志が人一倍強く直情的な性格。夏休みにはアメリカ留学が決まり、夢であるプロへの道が開けようとしていたが、練習中にふとしたことから頭を打ち、慢性硬膜下血腫を発症。症状が完治しないまま無理に練習を再開しようとした際、再び頭を打ったことで左半身不随となる。夢を絶たれて絶望に陥るが、車いすバスケを鬼塚と佳永子から紹介され、気力を取り戻す。そして、自身が不在となったバスケ部にアドバイスを与え、チームを勝利に導く。
成瀬 つぐみ（なるせ つぐみ）
演 - 小芝風花
演劇部所属。友達想いで誰とでも仲良くなれる心優しい性格であり、芯が強く相手の長所と短所を客観的に見極めることが出来る。太一とは幼馴染であり、彼の最大の理解者でもある。智美たちの行動を大前に告発したことで、劇の練習にかこつけて陰湿ないじめを受けるが、鬼塚の作戦で彼女らと和解し、クラスの劇を成功させた。また普段は周りに押されがちであまり自分の意見を主張出来ないが演劇のことになると急に積極的になり、歌手デビューを果たしたいという佐奈のために厳しい指導を行うこともあった。
宇佐美 太一（うさみ たいち）
演 - 佐野玲於
注意欠陥多動性障害を抱える。転校を阻止するために自らマラソン大会への出場を志願し、無事に完走した後は家族と和解する。智美たちが演出するシンデレラでは、王子役を買って出た。第10話で瀧澤の部下に襲われて怪我を負い、さらに体育館に拉致された際にナイフで自分を傷つける鬼塚に駆け寄ったことで瀧澤に蹴飛ばされる。
波多野 麻理子（はたの まりこ）
演 - 松浦雅
読者モデル。中学時代に母親の不注意で額に火傷を負ってしまい、その傷を隠すために整形手術を受けた。ライバルを蹴落とすために裏工作をしていたことをクラスメートに知られ、交際していた遊沢にも別れを告げられた挙句、イベント会場で整形前の写真をばら撒かれるが、直前に鬼塚に諭されたことで事実を告白してありのままの自分を受け入れ、さらに読者モデルもやめた。最初は髪を下ろしていたが、鬼塚とダチになって以降は髪を束ねるようになった。つぐみと智美たちの一件では、智美たちを諌めた他、佐奈にはオーディションに出場するよう勧めて協力した。
桐谷 優（きりたに まさる）
演 - 片寄涼太（幼少期：田中レイ / 少年期：細野涼聖）
容赦のない激しい性格をしており、単独行動を好む。以前は芹澤と共にバスケ部のエースと期待されていたが、両親が里親という事実を知ったショックからバスケ部を退部して不良グループとつるむようになる。リーダー格の村田から覚醒剤の運び屋をさせられるが、鬼塚によって阻止される。鬼塚に諭されたことで義父・徹也と和解し、バスケ部に再入部する。第10話にて瀧澤の部下たちに襲われ、遊沢と共に怪我を負った際、鬼塚の過去について戸惑う2年A組のクラスメートに対して鬼塚を信じるように呼びかけた。
遊沢 亮斗（ゆざわ りょうと）
演 - 荒井敦史
バスケ部のNO.2。バスケの実力で芹澤、外見で女生徒の人気を二分していて常に颯爽としているが、劣等生や疎外された者への配慮に欠ける面がある。麻理子と交際していたが、めいりが鬼塚と麻理子の写真を撮影してばら撒いたことにより別れを告げた。精神面は意外と脆く、芹澤の代わりにバスケ部の部長と司令塔の役割を命じられたプレッシャーから部員に八つ当たりしてしまい、険悪な雰囲気になったこともある。第10話で桐谷と共に瀧澤の部下たちに襲われて負傷した。
森野 真（もりの まこと）
演 - 新里宏太
バスケ部所属。明るい性格。芹澤の離脱後はレギュラーに選ばれたが、芹澤がいないことで上手く司令塔の役割を務めることが出来ない遊沢と対立してしまう。
国分 つかさ（こくぶん つかさ）
演 - 西川俊介
バスケ部所属。口数が少ない。
柊 佐奈（ひいらぎ さな）
演 - 岡本夏美
4人姉弟の長女。父親を早くに亡くしており、家計を助けるために揚げ物屋でアルバイトをしている。その間に自らが歌っている動画をネットにアップしていた。鬼塚やクラスメートの協力でプロシンガーオーディションの1次審査に合格するが、苦労させたくないと考える母・久美子によって父の形見のギターを壊されてしまう。そのことで久美子と対立するが、鬼塚から母が倒れた理由を聞かされたことで真意を知る。最終審査に落選して諦めかけたが、鬼塚の助言もあって歌を続けることを決意する。
百合原 さつき（ゆりはら さつき）
演 - 木﨑ゆりあ
「はぁ〜ん」が口癖。美貌と社交的な性格から学校のアイドル的存在。徳山と交際していたが、アルバイト先で知り合ったノリと付き合うために一方的に別れを告げる。自分に良く似たキャラクターが惨殺されるゲームが出回った際、徳山を犯人と決め付ける。親しい関係になったノリらに脅迫されていたところを、鬼塚らに助けられる。しかし、その直後にゲームを作成した真犯人グループに拉致されるが、鬼塚や徳山によって助けられて徳山とも和解する。
徳山 宏尚（とくやま ひろなお）
演 - 堀井新太
沼尻、橋本、大場と一緒にいることが多い。明るくひょうきんだが裏表が激しく、相手によって極端に態度が変わる。恋愛には真面目だが不器用でもある。さつきと交際していたが、一方的に別れを告げられる。さつきを拉致した犯罪グループのアジトに乗り込み、鬼塚と共にさつきを救出した。
大場 拓矢（おおば たくや）
演 - 岡本カウアン
ミュージシャン志望でいつも音楽を聴いている。佐奈のオーディション練習ではギターを教えていた。
社本 高明（しゃもと たかあき）
演 - 町山博彦
葛木の親友。陸上部所属。つぐみと智美たちの一件では、麻理子と共に智美たちを諌めた。
水田 智美（みずた ともみ）
演 - 宮武美桜
嫌いな挨拶はセイホー。ライバルを蹴落とすために裏工作をしていた麻理子を非難し、彼女が整形した写真をイベント会場でばら撒くも、麻理子が真実を公表したため失敗に終わる。めいりが自分たちの写真をエアガンで撃ち抜いた際、犯人を沼尻と決め付けてエアガンを唐揚げにするが、それを大前に告発したつぐみを逆恨みして演劇の練習にかこつけて彼女に陰湿ないじめを行う。しかし、鬼塚の作戦で自分たちの行為を反省し、以降はクラスメートに嫌がらせはしていない。
楠見 加奈子（くすみ かなこ）
演 - 伊藤沙莉
45°が好きな角度。智美と合わせて「KT」と呼ばれている。遊沢のことが好きで援交しているということを麻理子が遊沢に話したことで、智美と共に誹謗中傷を先導した。また、自分たちの写真を撃ち込んだ犯人を沼尻と思い込み、エアガンを唐揚げにしてそれを大前に告発したつぐみをいじめた。しかし、彼女がクラス全員のことをよく見ていることを知って素直に謝り、仲直りした。
前畑 由亜（まえはた ゆあ）
演 - 久松郁実
映画のエンドロールは見ない。智美や加奈子がつぐみをいじめた際には彼女らに協力した。葛木とあゆなのことを盗み聞きしてクラスに伝えた。
平野 楓（ひらの かえで）
演 - 高田夏帆
智美たちといることが多く、彼女達がつぐみをいじめた際には協力した。あゆなと隆一の関係をクラスに広めた。
古谷 佳永子（ふるや かえこ）
演 - 松井愛莉
バスケ部のマネージャー。佐奈と仲がよい。反射的に募金する癖がある。芹澤が希望を失った際には車椅子バスケを勧め、彼が希望を取り戻すきっかけを作った。
沼尻 圭（ぬまじり けい）
演 - 武井証
カリブ出身。ミリタリー好きでエアガンを持ち歩いており、めいりが智美たちの写真をエアガンで撃ち抜いた時には犯人扱いされ、持っていたエアガンを唐揚げにされた。その後、鬼塚の作戦で椅子に縛られた智美たちに対して、周りにあった風船や花瓶をエアガンで撃った。佐奈のオーディションには協力したが佐奈に「これ必要？」と言われる。
橋本 英多（はしもと えいた）
演 - 池田永吉
プロレスファン。太目な体格や、外見とは裏腹の大人しい性格からクラスでは弄られることが多い。もっぱら沼尻と行動をともにしている。見た目に反して気概があり、のぞみがいじめられた時には彼女をかばおうとしていた。佐奈のオーディションにも協力した。
住吉 のぞみ（すみよし のぞみ）
演 - 瑞季
演劇部所属。自分を畦道に例えている。つぐみと仲が良いが、彼女と智美たちの一件では保身のためにつぐみを裏切り、最後には箒で殴ろうとするが鬼塚に止められ、つぐみと仲直りした。

#### 明修湘南高校 2年A組保護者・家族
複数話・単話登場の場合は演者名の横の括弧（）内に表記。
波多野 玲子（はたの れいこ）
演 - 宮地雅子（第1話）
麻理子の母。「クリーニングハタノ」の店主。かつて自分の不注意で麻理子の顔に火傷を負わせてしまい、そのことに責任を感じていた。鬼塚の言葉で麻理子と和解する。
宇佐美 雅史（うさみ まさし）
演 - 奥田達士（第2話）
太一の父。息子に障害があると判明した時に太一の気持ちを一番に考えずに、全寮制の支援学校に転校させることを検討する。美代子や鬼塚の反対を押し切るが、マラソン大会を経て太一と和解し、転校を撤回する。
宇佐美 美代子（うさみ みよこ）
演 - 山下容莉枝（第2話）
太一の母。太一の転校を反対している。
宇佐美 佑二（うさみ ゆうじ）
演 - 横山幸汰（第2話）
太一の弟。来年、中学受験を控える。兄に障害があることを理由にクラスメートからいじめを受けて太一を恨むようになるが、マラソン大会で太一を応援して和解する。
桐谷 徹也（きりたに てつや）
演 - 嶋田久作（第4話）
優の養父。桐谷製作所経営者で元実業団バスケットボール選手。優を連れ戻しに来たシモたちに暴行を受けて重傷を負わせられるが、鬼塚に助けられる。
桐谷 佐百子（きりたに さゆこ）
演 - 安田亜矢（第4話）
優の養母。優が5歳の時に他界。
柊 久美子（ひいらぎ くみこ）
演 - 舟木幸（第6話）
佐奈の母。すでに他界したミュージシャンの夫に安定した収入もなく苦労させられた辛い日々から、夫のような歌手になりたいと夢を描く娘を素直に応援できずにいる。そのため夫の形見のギターを壊すが、娘を応援したい気持ちもあり、ギターの修理費を捻出するために身体を酷使し、過労で倒れてしまう。
柊 衣奈（ひいらぎ えな）
演 - 柴田花恋（第6話）
柊家の次女で、佐奈の妹。
柊 壮（ひいらぎ そう）
演 - 須田瑛斗（第6話）
柊家の長男で、佐奈の弟。
柊 蓮（ひいらぎ れん）
演 - 朝日出響也（第6話）
柊家の次男で、佐奈の弟。「Let it go」がお気に入り。
葛木 一美（くずき かずみ）
演 - 床嶋佳子（第7・10・最終話）
隆一の母でPTA会長。葛木家が経営する病院の跡を継ぐ者として隆一に過度な期待を掛ける。
芹澤 美登里（せりざわ みどり）
演 - 建部和美（第8話）
航平の母。
志条 真知子（しじょう まちこ）
演 - 二宮弘子（第10話 - 最終話）
あゆなの祖母。

#### その他（第2期）
複数話・単話登場の場合は演者名の横の括弧（）内に表記。
はしごおじさん
演 - 諏訪太朗
野上、入江たちの飲み仲間。夜な夜な色々な酒場にどこからともなく現れるおじさん。
千葉 輝男（ちば てるお）
演 - 山中聡（第1話）
「DOKUMO POPULARITY CONTEST 2014」に登場するDJ。
今井 ユナ（いまい ユナ）
演 - 山下永夏（第1話）
麻理子のライバルの読者モデル。
峰崎（みねざき）
演 - 平沼紀久（第3話）
シェアハウスオーナー。海辺でさつきと知り合う。
幸子（さちこ）
演 - 三浦透子（第3話）
さつきのアルバイト先の先輩。さつきのキャバクラ嬢のような接客態度に苛立ちを見せる。
ノリ
演 - 平沼紀久（第3話）
さつきがバイト先で知り合った男性。正体は女子高生を誘惑して援助交際を強要して荒稼ぎする犯罪グループのリーダー格。さつきに客を取るように強要するが、鬼塚に叩きのめされ仲間共々警察に逮捕される。
村田（むらた）
演 - 渡邉紘平（第4話）
家庭に問題を抱え苦しむ優を仲間に引き入れて利用する不良グループのリーダー格。関西弁で話す。覚醒剤を持ち逃げした優を捕まえるために学校に乗り込むが、駆け付けた警察に逮捕される。鬼塚のことは「カラオケで洋楽を歌われるぐらいうざい」と評価している。
シモ
演 - 八木将康（第4話）
村田の不良仲間。優を探して桐谷製作所に乗り込み徹也に重傷を負わせるが、鬼塚に叩きのめされる。その後は仲間共々警察に逮捕されたことが、鬼塚の口から語られる。
木内 剛（きうち たけし）
演 - 佐戸井けん太（第7話）
市議会議員。息子・圭輔と葛木が起こした騒動に対して、葛木の退学を申し立てるが、鬼塚の証言で、退学を撤回される。
木内 圭輔（きうち けいすけ）
演 - 高橋龍輝（第7話）
剛の息子。湘南ゆかた祭りの会場にて、あゆなの妊娠の一件で気が動転していた葛木と肩がぶつかったことで揉め事に発展し、仲間と共に葛木に暴力を振るう。その後、鬼塚の証言から仲間と共に喫煙、飲酒、器物損壊、窃盗などの様々な悪事を働いていたことが分かる。
富井（とみい）
演 - 五頭岳夫（第7話）
葛木と圭輔が起こした暴力事件の目撃者で、葛木の無罪を証明するきっかけとなった人物。
木原 元一（きはら もといち）
演 - 竹財輝之助（第9話）
2年A組の元担任。かつては生徒や教師からも好かれる人気の教師だった。めいりと恋仲であったがそのことが校内に知られ、激しい中傷を受けた末に心を病んで休職する。現在は療養中であるが、鬼塚からめいりのことを聞き、鬼塚を通して彼女に自分の思いを伝える。
瀧澤 茂（たきざわ しげる）
演 - 阿部亮平（第9話 - 第10話）
10年前に鬼塚が戦った不良グループのリーダー格。弟分が事故に遭って死亡したことを鬼塚のせいだと逆恨みしている。刑務所に服役していたが、出所後に鬼塚への復讐として2年A組の生徒たちを襲い、更に自身の手下を引き連れて2年A組の全生徒を体育館に拉致して人質に取り、ナイフで鬼塚に怪我を負わせるが、騒乱の末に駆けつけた冴島によって仲間共々連行された。
沢村 功也（さわむら こうや）〈没18〉
演 - 金井勇太（第10話）
鬼塚の高校時代の親友。ほなみの兄で、幼少期に両親が離婚して父親に引き取られた。高校時代はいじめに遭っており、海に入って自殺しようとしたところを鬼塚に助けられて親友となったが、10年前に鬼塚と瀧澤のグループとの喧嘩に巻き込まれて命を落とす。死に際に鬼塚に言った言葉が、彼が教師の道に進むきっかけとなる。

### スタッフ（第2期）
- 原作・構成協力 - 藤沢とおる『GTO』『GTO SHONAN 14DAYS』（講談社刊）
- 監督・脚本・編集・脚本協力 - 飯塚健
- 主題歌 - E-girls「Highschool ♡ love」（rhythm zone）[11]
- 挿入歌 - DOBERMAN INFINITY 「INFINITY」（TOY'S FACTORY）[12]
- 助監督 - 鈴木アラタ
- 撮影 - 山崎裕典
- 照明 - 佐藤浩太
- 音声 - 福部博国
- 音響効果 - 松浦大樹
- CG - 奥田圭一
- タイトルバック - 熊本直樹、大木秀晃（博報堂ケトル）
- スタントコーディネーター - 小池達朗、富田稔
- 産婦人科指導 - 丸茂元三
- 編成 - 山中厚史（関西テレビ）、吉田寛生（フジテレビ）
- コンテンツプロデューサー - 野村亙（関西テレビ）
- 宣伝 - 前田香久（関西テレビ）
- 広告 - 栄川歩美（関西テレビ）
- 企画協力 - 栗田宏俊（講談社）
- プロデューサー - 河西秀幸（関西テレビ）、山本喜彦（MMJ）
- アソシエイトプロデューサー - 笠置高弘（関西テレビ）
- AP - 佐々木裕美子
- 制作 - 関西テレビ、MMJ

### 放送日程（第2期）
| 各話                                                      | 放送日        | サブタイトル                                                                                | メイン生徒            | 脚本            | 監督・演出 | 視聴率 |
| --------------------------------------------------------- | ------------- | ------------------------------------------------------------------------------------------- | --------------------- | --------------- | ---------- | ------ |
| 第1話                                                     | 2014年7月08日 | 新舞台は鬼塚英吉の母校! 問題児にグレート授業だ! 美容整形をバラされた女子高生に母の後悔      | 波多野麻理子          | 山岡潤平 飯塚健 | 飯塚健     | 9.7%   |
| 第2話                                                     | 7月15日       | 家族崩壊の危機…純情少年を救え 鬼塚絶叫マラソン大会涙の結末                                  | 宇佐美太一            | 山岡潤平 飯塚健 | 飯塚健     | 7.1%   |
| 第3話                                                     | 7月22日       | ストーカーに震える生徒を救え! 殺人予告に鬼塚怒りの鉄拳炸裂                                  | 百合原さつき 徳山宏尚 | 荒井修子 飯塚健 | 飯塚健     | 6.2%   |
| 第4話                                                     | 7月29日       | 父親は他人だった…血の繋がりは大切か? 鬼塚が伝える親子の絆                                   | 桐谷優                | 田中眞一        | 大塚徹     | 6.4%   |
| 第5話                                                     | 8月05日       | 2年A組にイジメ発覚! 鬼塚が前代未聞のいじめ撲滅作戦を決行! 友達をかばう健気な女子生徒を救え! | 成瀬つぐみ            | 山岡潤平        | 大塚徹     | 7.4%   |
| 第6話                                                     | 8月12日       | 鬼塚夏休み授業! 夢は叶わない!? 歌手目指す貧乏少女に母の反対                                 | 柊佐奈                | ひかわかよ      | 白木啓一郎 | 6.6%   |
| 第7話                                                     | 8月19日       | 妊娠女子高生とのすれ違い…優等生が暴力事件! 見捨てる教師に鬼塚が大激怒する!                  | 葛木隆一 志条あゆな   | 田中眞一        | 白木啓一郎 | 6.9%   |
| 第8話                                                     | 8月26日       | 夢絶たれたバスケ部エースに鬼塚授業… 人生は絶対やり直せる!                                   | 芹澤航平              | 山岡潤平        | 白木啓一郎 | 5.9%   |
| 第9話                                                     | 9月02日       | 不登校女子が教師と禁断の恋? 危ない復讐でクラス崩壊の危機…鬼塚必死の救出劇！                 | 宮地めいり            | 田中眞一        | 白木啓一郎 | 6.9%   |
| 第10話                                                    | 9月09日       | 最終章突入 鬼塚10年前の悲劇とは危険な逆襲で絶体絶命生徒守れ                                 | -                     | 山岡潤平        | 白木啓一郎 | 6.9%   |
| 最終話                                                    | 9月16日       | GTOシリーズ遂に完結! 妊娠女子高生の涙…鬼塚が一番伝えたい命のグレート授業                    | 志条あゆな 葛木隆一   | 山岡潤平        | 飯塚健     | 8.5%   |
| 平均視聴率 7.2%（視聴率は関東地区、ビデオリサーチ社調べ） |               |                                                                                             |                       |                 |            |        |

- 初回は22時 - 23時9分の15分拡大放送。第2話は22時15分 - 23時9分の15分繰り下げ放送。

## 関連情報

### 巨大ボード
2012年8月30日から、吉祥寺レンガ館モール1階にて、巨大ボード「GTO仲間（ダチ）になろうぜ!ウィ〜ッスボード」が設置された。これは『GTO』の舞台が吉祥寺であることに由縁しているもので、ボードは鬼塚が突き出す拳を立体的に再現。拳を突き合わせると鬼塚の声で「ウィ〜ッス!」と鳴り、カウントがデジタル表示されるもので、またカウント回数により特別な声が流れる方式であった。当初は最終回放送日となる9月11日までの設置予定だったが、10月2日の『秋も鬼暴れスペシャル』の放送決定を受け、同日まで延長された。なお、設置期間中に拳を何者かに破壊される事件も発生したが、最終的には295,530回をカウントして無事に終了した。

### ヒロインについて
当ドラマシリーズのヒロイン、冬月あずさと藤川ほなみを演じた瀧本と比嘉のドラマデビュー作は、どちらもNHK『連続テレビ小説』の主人公、通称「朝ドラのヒロイン」で、1998年版ドラマで初代・あずさを演じた松嶋菜々子も含め、歴代ヒロインは全員「元・朝ドラのヒロイン」となった。

## 関連商品

### DVD
- GTO DVD-BOX（2012年12月26日発売、TCエンタテインメント）
- GTO Blu-ray BOX（2012年12月26日発売、TCエンタテインメント）
- GTO 秋も鬼暴れスペシャル DVD（2013年1月30日発売、TCエンタテインメント）
- GTO 秋も鬼暴れスペシャル Blu-ray（2013年1月30日発売、TCエンタテインメント）
- GTO 正月スペシャル! 冬休みも熱血授業だ DVD（2013年5月8日発売、TCエンタテインメント）
- GTO 正月スペシャル! 冬休みも熱血授業だ Blu-ray（2013年5月8日発売、TCエンタテインメント）
- GTO 完結編〜さらば鬼塚! 卒業スペシャル〜 DVD（2013年8月28日発売、TCエンタテインメント）
- GTO 完結編〜さらば鬼塚! 卒業スペシャル〜 Blu-ray（2013年8月28日発売、TCエンタテインメント）